# آساکو کوجو
امپراتریس دوواگر ایشو (انگلیسی: Empress Dowager Eishō؛ ۱۱ ژانویهٔ ۱۸۳۵ – ۱۱ ژانویهٔ ۱۸۹۷) دختر کوجو هیساتادا، معشوقه (نیوگو) امپراتور کومی  اهل ژاپن بود.